# Watonai
Der Watonai (z. T. auch Waryu genannt) ist eine aus Japan stammende Kreuzung zwischen den Goldfischzuchtformen Ryukin und Wakin (japanischer Goldfisch).
Den Namen erhielt er nach einem bekannten Helden aus einem japanischen Bühnenstück von Chikamatsu Monzaemon. Watonai war Sohn einer Japanerin und eines chinesischen Diplomaten. Die Entstehung der Zuchtform wird auf das Jahr 1880 in Tokio datiert. Die erste Präsentation in der Öffentlichkeit fand drei Jahre später (1883) statt. Die Grundform des Watonai zeichnet sich durch einen langen und schmalen Körper mit ebenfalls langen Flossen aus. Den Watonai findet man in folgenden Färbungen: rot, rot-weiß gefleckt und komplett weiß. Durch fehlende Stringenz im Zuchtstandard gibt es oft Exemplare dieser Varietät mit verschiedensten Schwanzflossenformen. Das Spektrum reicht von mehrteiligen Schwänzen bis hin zu Einfachschwänzen. Man kann den Watonai als eine Rekonstruktion des Mutationsstadiums zwischen dem Wakin und den daraus entwickelten Ryukin sehen.